# Nepenthaceae (monografie, 2001)
Nepenthaceae is een monografie van Martin Cheek en Matthew Jebb over Nepenthes-bekerplanten van Malesië, een regio waartoe Brunei, Indonesië, Maleisië, Papoea-Nieuw-Guinea, de Filipijnen en Singapore behoren. Het werd in 2001 gepubliceerd door het Nationaal Herbarium Nederland als het vijftiende deel van Flora Malesiana.
Cheek en Jebb baseerden hun soortbeschrijvingen op veldwerk op Borneo, Nieuw-Guinea en Malakka en op specimina uit twintig herbaria.

## Inhoud
Cheek en Jebb beschreven 80 soorten en drie nothospecies uit Malesië. Zij reviseerden een aantal taxonomische determinaties die zij eerder hadden gemaakt in hun monografie A skeletal revision of Nepenthes (Nepenthaceae). Van de soorten die sindsdien waren beschreven aanvaardden Cheek and Jebb N. benstonei, N. lavicola, N. mira en N. sibuyanensis.
De volgende 83 taxa werden in het werk erkend:
1. N. adnata
2. N. alata
3. N. albomarginata
4. N. ampullaria
5. N. argentii
6. N. aristolochioides
7. N. bellii
8. N. benstonei
9. N. bicalcarata
10. N. bongso
11. N. boschiana
12. N. burbidgeae
13. N. burkei
14. N. campanulata
15. N. clipeata
16. N. danseri
17. N. deaniana
18. N. densiflora
19. N. diatas
20. N. dubia
21. N. edwardsiana
22. N. ephippiata
23. N. eustachya
24. N. eymae
25. N. faizaliana
26. N. fusca
27. N. glabrata
28. N. gracilis
29. N. gracillima
30. N. gymnamphora
31. N. hamata
32. N. hirsuta
33. N. hispida
34. N. × hookeriana
35. N. inermis
36. N. insignis
37. N. × kinabaluensis
38. N. klossii
39. N. lamii
40. N. lavicola
41. N. lowii
42. N. macfarlanei
43. N. macrophylla
44. N. macrovulgaris
45. N. mapuluensis
46. N. maxima
47. N. merrilliana
48. N. mikei
49. N. mira
50. N. mirabilis
51. N. mollis
52. N. muluensis
53. N. murudensis
54. N. neoguineensis
55. N. northiana
56. N. ovata
57. N. paniculata
58. N. papuana
59. N. pectinata
60. N. petiolata
61. N. philippinensis
62. N. pilosa
63. N. rafflesiana
64. N. rajah
65. N. ramispina
66. N. reinwardtiana
67. N. rhombicaulis
68. N. sanguinea
69. N. sibuyanensis
70. N. singalana
71. N. spathulata
72. N. spectabilis
73. N. stenophylla
74. N. sumatrana
75. N. tentaculata
76. N. tobaica
77. N. tomoriana
78. N. treubiana
79. N. × trichocarpa
80. N. truncata
81. N. veitchii
82. N. ventricosa
83. N. villosa